# John Joseph Krol
John Joseph Krol (Cleveland, 26 ottobre 1910 – Filadelfia, 3 marzo 1996) è stato un cardinale e arcivescovo cattolico statunitense.

## Biografia
Nacque a Cleveland il 26 ottobre 1910 da John e Anna Pietruszka Krol.
Papa Giovanni XXIII lo nominò arcivescovo metropolita di Filadelfia l'11 febbraio 1961.
Prese parte al Concilio Vaticano II, durante il quale fu uno dei sei sottosegretari permanenti. Fu sempre considerato un forte tradizionalista.
Papa Paolo VI lo elevò al rango di cardinale nel concistoro del 26 giugno 1967. Dopo l'incontro tenutosi l'11 aprile 1969 nel convento del Divino Maestro ad Ariccia, fu protagonista di una serie di strette di mano pubbliche fra alti prelati e capi della Massoneria.
Presiedette la Conferenza dei Vescovi Cattolici degli Stati Uniti dal 1971 al 1974. Partecipò ad entrambi i conclavi del 1978.
Fu elevato alla porpora insieme al futuro papa Giovanni Paolo II, e fu nel tempo suo fidato consigliere.
Si dimise dall'arcidiocesi di Filadelfia l'11 febbraio 1988, esattamente ventisette anni dopo la sua nomina alla guida della diocesi.
Morì il 3 marzo 1996 all'età di 85 anni ed è sepolto nella cripta della cattedrale di Filadelfia. Dopo la sua morte fu criticato e accusato di aver coperto scandali e abusi sessuali nel clero durante il suo episcopato.

## Genealogia episcopale e successione apostolica
La genealogia episcopale è:
- Cardinale Scipione Rebiba
- Cardinale Giulio Antonio Santori
- Cardinale Girolamo Bernerio, O.P.
- Arcivescovo Galeazzo Sanvitale
- Cardinale Ludovico Ludovisi
- Cardinale Luigi Caetani
- Cardinale Ulderico Carpegna
- Cardinale Paluzzo Paluzzi Altieri degli Albertoni
- Papa Benedetto XIII
- Papa Benedetto XIV
- Papa Clemente XIII
- Cardinale Marcantonio Colonna
- Cardinale Giacinto Sigismondo Gerdil, B.
- Cardinale Giulio Maria della Somaglia
- Cardinale Carlo Odescalchi, S.I.
- Cardinale Costantino Patrizi Naro
- Cardinale Lucido Maria Parocchi
- Papa Pio X
- Cardinale Gaetano De Lai
- Cardinale Raffaele Carlo Rossi, O.C.D.
- Cardinale Amleto Giovanni Cicognani
- Cardinale John Joseph Krol

La successione apostolica è:
- Vescovo Dennis Vincent Durning, C.S.Sp. (1963)
- Vescovo Joseph Thomas Daley (1964)
- Vescovo John Joseph Graham (1964)
- Vescovo Alfred Michael Watson (1965)
- Arcivescovo Giovanni Enrico Boccella, T.O.R. (1968)
- Vescovo Martin Nicholas Lohmuller (1970)
- Vescovo Thomas Jerome Welsh (1970)
- Vescovo James Steven Rausch (1973)
- Vescovo Michael Bosco Duraisamy (1974)
- Vescovo Edward Thomas Hughes (1976)
- Vescovo Louis Anthony DeSimone (1981)
- Arcivescovo Francis Bible Schulte (1981)
- Cardinale John Patrick Foley (1984)